# Miguel Ángel Tábet
Miguel Ángel Tábet Balady, italianizzato come Michelangelo Tabet (Caracas, 24 dicembre 1941 – Roma, 7 aprile 2020), è stato un presbitero, teologo e biblista venezuelano.
Pubblicò oltre trenta libri e più di un centinaio di articoli, quasi tutti in lingua italiana, riguardanti l’ermeneutica e l’esegesi biblica. 

## Biografia
Miguel Ángel Tábet nacque a Caracas (Venezuela) il 24 dicembre 1941 in una famiglia di origine libanese.
Nel 1964 ottenne la laurea in Scienze Esatte (Matematiche) presso la Universidad Central de Venezuela e nel 1968 il dottorato in Teologia presso la Pontificia Università Lateranense.
Fu fedele della Prelatura dell’Opus Dei. Il 27 agosto 1967 venne ordinato sacerdote a Segovia (Spagna).
Sin dal 1984 fu docente del Centro Accademico Romano della Santa Croce (oggi Pontificia Università della Santa Croce). Insegnò lingua ebraica, esegesi ed ermeneutica biblica, con particolare riferimento ai testi dell'Antico Testamento. 
Nel 1991 ottenne il dottorato in Filologia Biblica Trilingue presso la Universidad Pontificia de Salamanca.
Era membro di diverse associazioni bibliche internazionali, tra cui l’Associazione Biblica Italiana, dal 1972, l'Asociación Biblica Española, dal 1982 e l'Asociación Española de Estudios Hebreos y Judíos (AEEHJ), dal 1997.
Dal 1998 al 2012 fu direttore del Dipartimento di Teologia Biblica della Facoltà di Teologia della Pontificia Università della Santa Croce. Nel 2012 venne nominato professore emerito. In precedenza era stato anche professore invitato presso lo Studium Biblicum Franciscanum di Gerusalemme (2009-2010).
È morto martedì 7 aprile 2020 all'età di 78 anni, presso il Campus Bio-Medico di Roma, per le complicazioni del COVID-19.

## Opere principali
- Michelangelo Tabet, Introduzione generale alla Bibbia, Cinisello Balsamo, San Paolo, 1998, ISBN 8821535703.
- Michelangelo Tabet, Introduzione al Pentateuco e ai libri storici dell’Antico Testamento, Roma, EDUSC, 2013.
- Michelangelo Tabet, Introduzione alla lettura dei libri poetici e sapienziali dell’Antico Testamento, Roma, EDUSC, 2006.
- Miguel Ángel Tábet, Benito Marconcini e Giovanni Boggio, Introducción al Antiguo Testamento. II: Libros proféticos, Madrid, Palabra, 2009.
- Michelangelo Tabet, Una teologia della Bibbia. Studi su ispirazione ed ermeneutica biblica, Roma, Armando, 1998.
- Michelangelo Tabet, Tra Antico e Nuovo Testamento: guida alla letteratura intertestamentaria, Cinisello Balsamo, San Paolo, 2000.
- Michelangelo Tabet, Il secondo libro di Samuele, Roma, Città Nuova, 2002.
- Michelangelo Tabet, Le trattazioni teologiche sulla Bibbia. Un approccio alla storia dell’esegesi, Cinisello Balsamo, San Paolo, 2003.
- Michelangelo Tabet, Bibbia e storia della salvezza, Roma, EDUSC, 2004.
- Michelangelo Tabet e Marco Valerio Fabbri, Creazione e salvezza nella Bibbia, Roma, EDUSC, 2009.
- Michelangelo Tabet e Giuseppe De Virgilio, Sinfonia della Parola. Commento teologico all’Esortazione Apostolica post-sinodale «Verbum Domini», Roma, Rogate, 2011.
- Michelangelo Tabet, Nell’attesa di Dio. Una lettura vocazionale di Qohélet 11,7-12,14, Roma, Rogate, 2017.

Alcuni dei suoi articoli sono raccolti nel seguente volume, presentato durante un atto accademico in onore del Prof. Tábet il 9 aprile 2014:
- Michelangelo Tabet, Collectanea Biblica, a cura di Eusebio González, Roma, ESC, 2014, ISBN 9788883332883.